# Hermann Priess
Hermann Priess (Prieß) (ur. 24 maja 1901 w Marnitz, zm. 2 marca 1985 w Ahrensburgu) – niemiecki wojskowy, SS-Gruppenführer i Generalleutnant der Waffen-SS. 

## Życiorys
Pod koniec I wojny światowej w 1919 roku wstąpił na ochotnika do wojska, lecz jego pułk został rozwiązany. Wstąpił wtedy do Freikorps i wziął udział w walkach na terenie Estonii. Po powrocie do Niemiec pozostał w wojsku podpisując 12-letni kontrakt, służył do 1931 roku.
Po opuszczeniu wojska wstąpił do NSDAP (nr leg. 1 472 296) i SS (nr leg. 113 258). W 1934 roku został powołany do oddziałów dyspozycyjnych SS, m.in. 13 kompanią w pułku SS „Germania”, a od 12 czerwca 1939 roku został dowódcą dywizjonu w nowo utworzonym pułku artylerii SS. 
Po wybuchu II wojny światowej nadal dowodził dywizjonem w pułku artylerii SS oddziałów dyspozycyjnych SS i na jego czele wziął udział w kampanii wrześniowej. Po zakończeniu walk w Polsce utworzył nowy pułk artylerii SS i został w nim szefem wydziału II sztabu tego pułku. Na tym stanowisku wziął udział w kampanii francuskiej. 
Następnie został dowódcą 3 pułku artylerii SS „Totenkopf” (3 Dywizja SS „Totenkopf”) i na czele tego pułku wziął udział w ataku na ZSRR. Po śmierci dowódcy dywizji Obergruppenführera SS Theodora Eicke w dniu 26 lutego 1943 roku został dowódcą 3 Dywizji Grenadierów Pancernych SS „Totenkopf” i pełnił tę funkcję do 27 kwietnia 1943 roku. Następnie ponownie dowodził pułkiem artylerii, aby w dniu 22 października 1943 roku ponownie zostać dowódcą 3 Dywizji Pancernej SS „Totenkopf” i dowodził nią do 21 czerwca 1944 roku. Dywizja w tym czasie walczyła na froncie wschodnim. 
W dniu 7 sierpnia 1944 roku został dowódcą nowo utworzonego XIII Korpusu SS, który został skierowany na front zachodni, korpusem tym dowodził do października 1944 roku. Następnie został dowódcą I Korpusu Pancernego SS i dowodził nim do końca wojny. W tym czasie korpus wziął udział w niemieckiej ofensywie w Ardenach. Na początku 1945 roku został przerzucony na teren Węgier, gdzie wziął udział w ofensywie nad Balatonem. W maju 1945 roku dostał się do niewoli amerykańskiej.

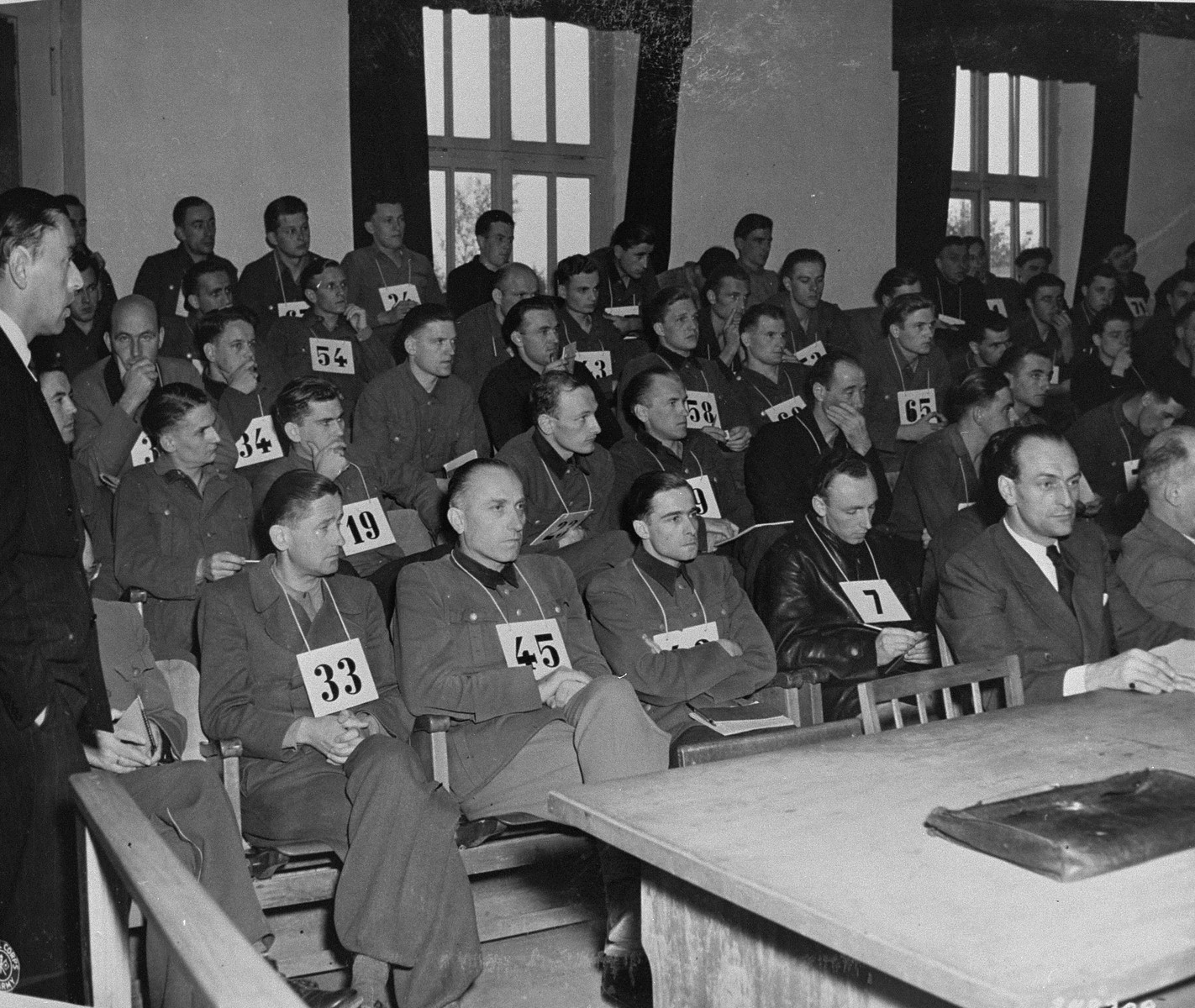
Proces w sprawie maskakry w Malmedy. Lawa oskarżonych, H. Priess - nr 45

W procesie przed amerykańskim trybunałem wojskowym w sprawie zamordowania amerykańskich jeńców wojennych przez esesmanów w Malmedy, w 1946 roku jako dowódca I Korpusu Pancernego SS, któremu podlegały oddziały uczestniczące w tym zdarzeniu, został skazany na 20 lat więzienia. Karę odbywał w więzieniu w Landsbergu, skąd został zwolniony w październiku 1954 roku. 

## Awanse
- SS-Untersturmführer (26.02.1935)
- SS-Obersturmführer (15.09.1935)
- SS-Hauptsturmführer (13.09.1936)
- SS-Sturmbannführer (20.04.1939)
- SS-Obersturmbannführer (01.08.1940)
- SS-Standartenführer (21.06.1941)
- SS-Oberführer (13.07.1942)
- SS-Brigadeführer und Generalmajor der Waffen-SS (15.07.1943)
- SS-Gruppenführer und Generalleutnant der Waffen-SS (20.04.1944)

## Odznaczenia
- Krzyż Rycerski Krzyża Żelaznego z Liśćmi Dębu i Mieczami (24.04.1944)
- Krzyż Rycerski Krzyża Żelaznego z Liśćmi Dębu (09.09.1943)
- Krzyż Rycerski Krzyża Żelaznego (28.04.1943)
- Złoty Krzyż Niemiecki (06.01.1942)
- Krzyż Żelazny I kl. (1939)
- Krzyż Żelazny II kl. (1939)
- Czarna Odznaka za Rany (1939)